# 27384 Meaganbethel
27384 Meaganbethel este un asteroid din centura principală de asteroizi.

## Descriere
27384 Meaganbethel este un asteroid din centura principală de asteroizi. A fost descoperit pe 5 martie 2000 la Socorro, New Mexico, în cadrul proiectului LINEAR. Asteroidul prezintă o orbită caracterizată de o semiaxă mare de 2,48 ua, o excentricitate de 0,08 și o înclinație de 3,9° în raport cu ecliptica.